# J'den Cox
J'den Michael Tbory Cox (Columbia, 3 de marzo de 1995) es un deportista estadounidense que compite en lucha libre.
Participó en los Juegos Olímpicos de Río de Janeiro 2016, obteniendo una medalla de bronce en la categoría de 86 kg. Ganó cinco medallas en el Campeonato Mundial de Lucha entre los años 2017 y 2022.

## Palmarés internacional
| Juegos Olímpicos   | Juegos Olímpicos        | Juegos Olímpicos  | Juegos Olímpicos |
| Año                | Lugar                   | Medalla           | Categoría        |
| ------------------ | ----------------------- | ----------------- | ---------------- |
| 2016               | Río de Janeiro (Brasil) | Medalla de bronce | 86 kg            |
| Campeonato Mundial |                         |                   |                  |
| Año                | Lugar                   | Medalla           | Categoría        |
| 2017               | París (Francia)         | Medalla de bronce | 86 kg            |
| 2018               | Budapest (Hungría)      | Medalla de oro    | 92 kg            |
| 2019               | Nursultán (Kazajistán)  | Medalla de oro    | 92 kg            |
| 2021               | Oslo (Noruega)          | Medalla de bronce | 92 kg            |
| 2022               | Belgrado (Serbia)       | Medalla de plata  | 92 kg            |